# Eisen(II)-iodid
Eisen(II)-iodid ist eine anorganische chemische Verbindung des Eisens aus der Gruppe der Iodide.

## Gewinnung und Darstellung
Eisen(II)-iodid kann durch Reaktion von Eisen mit Iod bei 500 °C gewonnen werden.
{\displaystyle \mathrm {Fe+I_{2}\longrightarrow FeI_{2}} }
Alternativ kann die Synthese durch Umsetzung von frisch reduziertem Eisen mit konzentrierter Iodwasserstoffsäure unter einer Stickstoffatmosphäre in Methanol durchgeführt werden. Das zunächst erhaltene Hexamethanol-Solvat wird dann thermisch zum wasserfreien Iodid zersetzt wird:
{\displaystyle {\ce {Fe + 2 HI ->[MeOH][] FeI2 * 6 MeOH + H2}}}
{\displaystyle {\ce {FeI2 * 6 MeOH ->[T][] FeI2 + 6 MeOH}}}
Äußerst fein verteiltes Eisen(II)-iodid erhält man durch thermische Zersetzung von Tetracarbonyldiiodidoeisen(II) Fe(CO)4I2.

## Eigenschaften
Eisen(II)-iodid ist ein hygroskopischer rotvioletter bis schwarzer Feststoff, der löslich in Wasser, Ethanol und Diethylether ist. In Lösung und an feuchter Luft erfolgt rasche Oxidation. Er wird an der Luft weißlich. Die Lösung in Wasser ist farblos. Er besitzt eine trigonale Kristallstruktur vom Cadmium(II)-hydroxid-Typ mit der Raumgruppe P3m1 (Raumgruppen-Nr. 164) (a = 404 pm, c = 675 pm). Das Tetrahydrat ist ein schwarzer Feststoff, der löslich in Ethanol und Wasser ist und sich bei 90–98 °C zersetzt.

## Verwendung
Eisen(II)-iodid findet Verwendung als Wirkstoff in homöopathischen Arzneimitteln. In dem Anwendungsbereich ist es bekannt als Ferrum jodatum. Die zugeschriebene Wirkung besonders gegen Drüsenerkrankungen ist wissenschaftlich jedoch nicht bestätigt.
Das Tetrahydrat wird als Katalysator und zur Herstellung von Alkaliiodiden verwendet.